# Wenceslas Cobergher

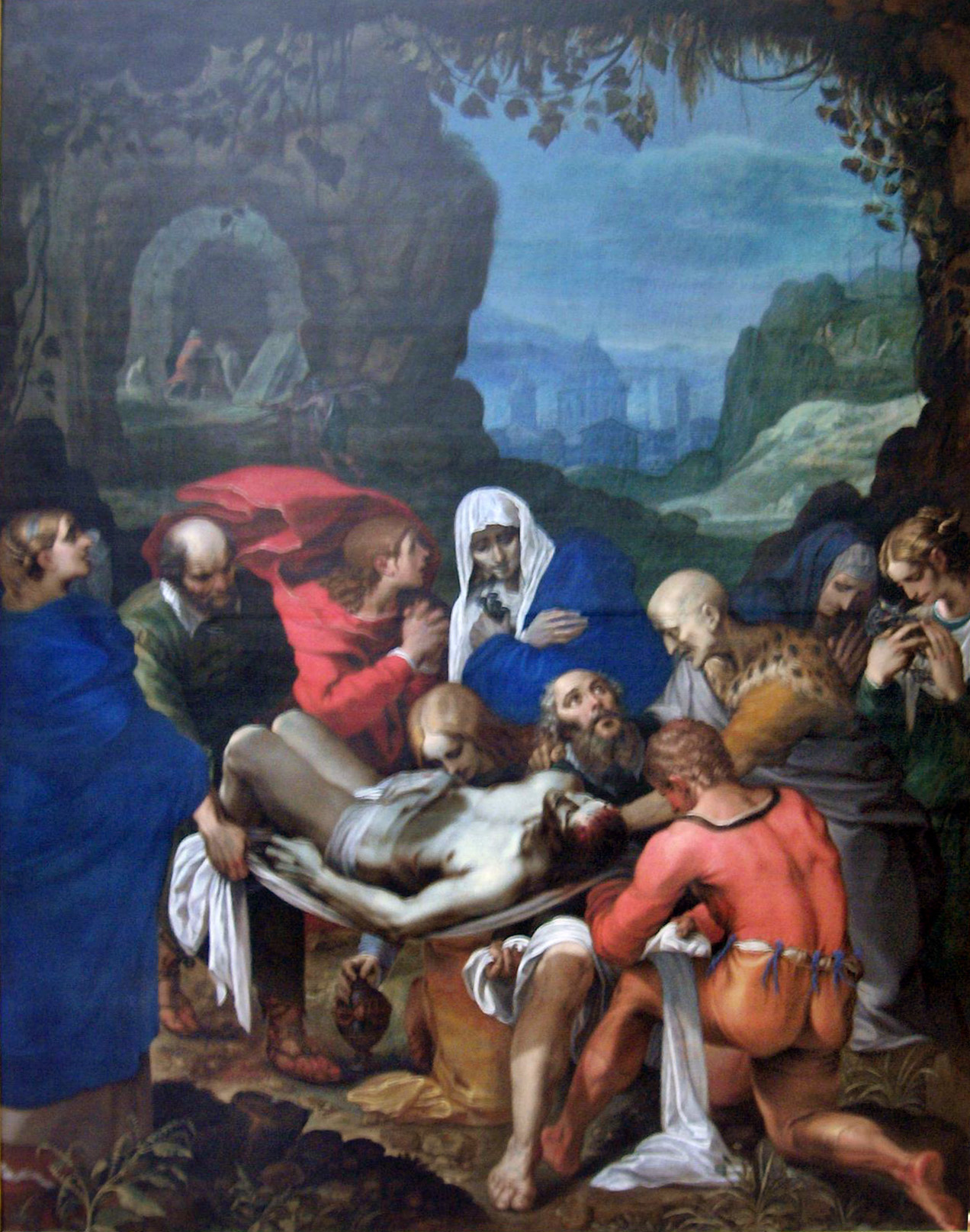
Pohřbívání Krista, (1605), Belgické královské muzeum krásných umění

Wenceslas Cobergher či Wenzel Coebergher (1560, Antverpy – 23. listopadu 1634, Brusel) byl vlámský renesanční architekt, inženýr, malíř, sběratel, numismatik a ekonom. Je připomínán především jako ten, kdo vysušil bažinaté oblasti zvané původně "Morini" ve Westhoeku. Oblast je politicky rozdělená Utrechtskou smlouvou z roku 1713 mezi Francii a Belgii. Významné město v oblasti je Dunkerk. Coebergher je také jedním ze zakladatelů vlámského barokního stylu architektury v jižním Nizozemsku.

## Životopis
Narodil se v Antverpách, pravděpodobně v roce 1560 (podle jednoho zdroje 1557) jako dítě Wenceslase Coebergera a Cathariny Raems, což je doloženo listinou z května 1579. Jeho jméno je také psáno jako Wenceslaus, Wensel nebo Wenzel; jeho příjmení je někdy udáváno jako Coberger, Cobergher, Coebergher a Koeberger.

## Malíř
Než se proslavil jako inženýr, byl malířem a architektem. V roce 1573 zahájil studium malby v Antverpách jako žák malíře Martena de Vos. Stejně jako de Vos odcestoval Cobergher v roce 1579 do Itálie, aby si splnil sen každého umělce: studovat italské umění a kulturu. Cestou do Itálie krátce pobýval v Paříži, kde se dozvěděl z odkazu své zesnulé matky o svém narození před sňatkem rodičů. Ihned se vrátil do Antverp, aby urovnal některé právní záležitosti vyplývající z této skutečnosti. Poté se ještě v tomto roce vrátil do Itálie. V roce 1580 se usadil v Neapoli (o čemž svědčí smlouva) a zůstal zde do roku 1597.
V Neapoli uzavřel smlouvu s vlámským malířem a obchodníkem s uměním Cornelisem de Smet. V roce 1583 se na krátkou dobu vrátil do Antverp. Znovu je zmiňován v Neapoli v roce 1588. V roce 1591 se spojil s dalším krajanem, malířem a rytcem Jacobem Franquartem.
V roce 1597 se přestěhoval do Říma (o čemž svědčí dopis Jacquesa Coolse v dopise Petru Paulu Rubensovi). Během této doby také připravoval publikaci o umělci Hendriku Goltziusovi. Jistě si také vybudoval pověst znalce umění, neboť v roce 1598 byl požádán o provedení inventury a stanovení hodnoty obrazů zesnulého kardinála Bonelliho.
Po smrti své první manželky Michaely Cerfové dne 7. července 1599 se znovu oženil, o čtyři měsíce později a ve věku čtyřiceti let; jeho druhou manželkou byla Suzanna Franckaert, 15letá dcera Jacoba Franckaerta mladšího, který také působil v Římě. Se svou druhou manželkou měl devět dětí, zatímco jeho první manželství zůstalo bezdětné.
Během svého pobytu v Římě se Cobergher věnoval studiu římských starožitností, antické architektury a sochařství. Také se hodně zajímal o způsob, jakým Římané zobrazovali své bohy na malbách, bronzových a mramorových sochách, reliéfech a na starožitných mincích. Shromáždil velkou sbírku mincí a medailí římských císařů. Tyto kresby a jejich popisy byly shromážděny v sadě rukopisů, z nichž dva přežily (Brusel, Královská knihovna v Belgii). Připravoval také antologii o římském starověku (podle francouzského humanisty Nicolas-Claude Fabri de Peiresc), která nikdy nebyla publikována. Někdy byl „Tractatus de pictura antiqua“ (publikovaný v Mantově, 1591) také připisován Cobergherovi, ale bylo to založeno na chybném čtení katalogu z 18. století.
Zároveň byl svědkem dokončení baziliky svatého Petra v roce 1590. Hluboký dojem na něj udělala i architektura několika dalších římských kostelů; mezi ně patřila například první skutečně barokní fasáda římského kostela Il Gesu či Santa Maria in Transpontina a Santa Maria in Vallicella. Použil jejich styl na svých pozdějších stavbách.

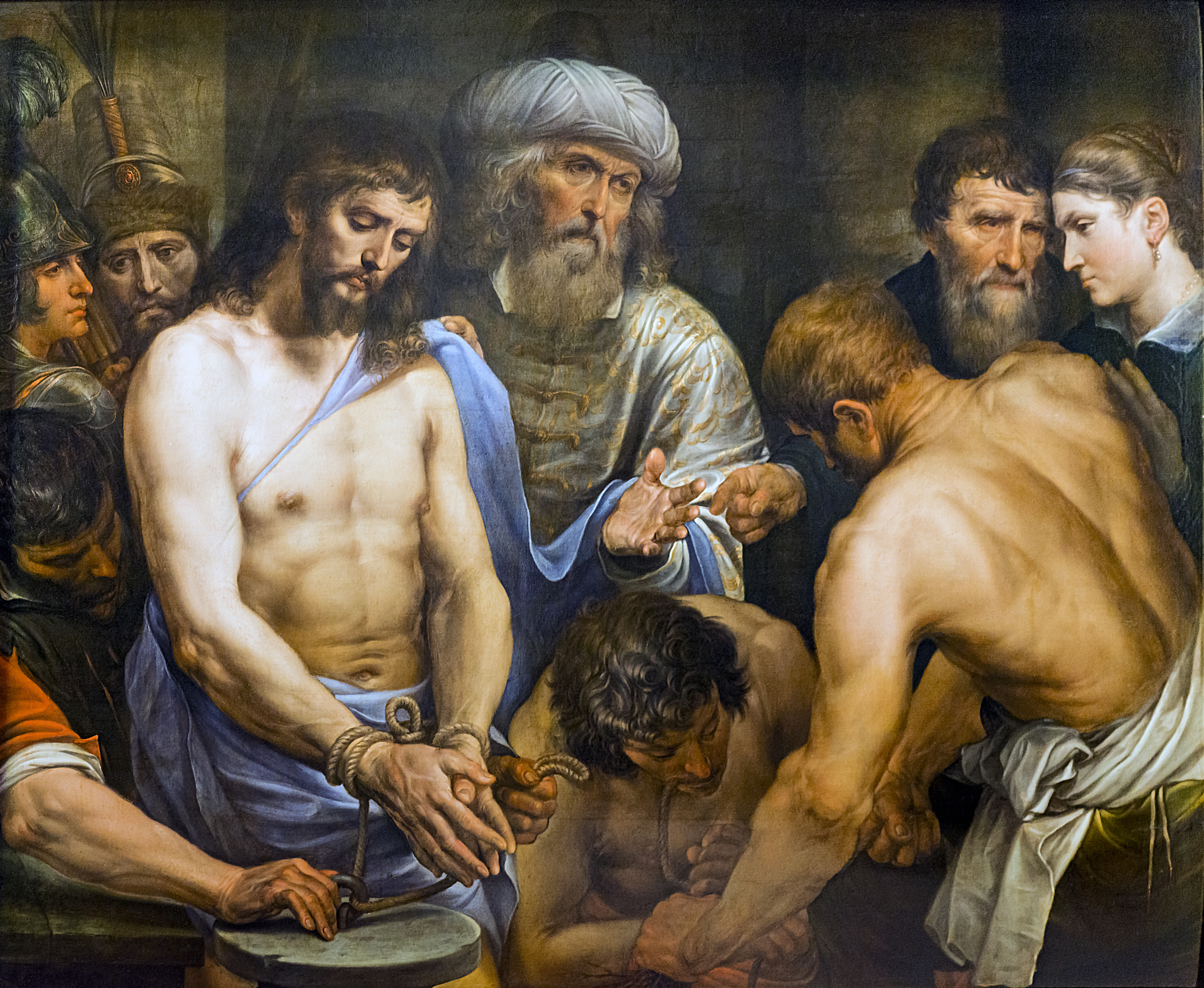
Ecce Homo (Ježíš Kristus s trnovou korunou)

Během pobytu v Itálii namaloval pod jménem „maestro Vincenzo“ řadu oltářních obrazů a dalších děl pro významné kostely v Neapoli a Římě. Jeho styl je poněkud smíšený a zahrnuje prvky klasické i manýristické. Jeho kompozice je racionální a vykreslení lidské anatomie správné. Několik jeho oltářních obrazů se zachovalo: Vzkříšení (Resurrection) v kostele San Domenico Maggiore v Neapoli, Ukřižování (Crucifixion) v kostele Santa Maria di Piedigrotta v Neapoli, Narození Krista v kostele S Sebastiana a Duch svatý (Holy Spirit) v kostele Santa Maria in Vallicella v Římě. Jedním z jeho nejznámějších obrazů je Umučení sv. Šebestiána, původně v katedrále Panny Marie v Antverpách, nyní v Musée des Beaux-Arts v Nancy. Obraz byl objednán De Jonge Handboogem pro antverpský cech lukostřelců v roce 1598, kdy byl Cobergher ještě v Římě. Jeho obraz Angels Supporting the Dead Lord, původně v Sint-Antoniuskerk v Antverpách, je nyní také v Musée des Beaux-Arts v Nancy, zatímco jeho Ecce Homo je nyní v muzeu v Toulouse.

## Architekt
Cobergher zahájil svou kariéru jako architekta v Itálii, navrhoval zde fontány a kanály (nepotvrzené dochovanými dokumenty). Údajně dohlížel na stavbu paláců a opevnění, ale není přesně známo na které. Jako renomovaný architekt byl v roce 1601 pozván ke dvoru arcivévody Albrechta VII. Habsburského a jeho ženy Isabely Kláry Evženie, guvernérů jižního Nizozemska. Ke dvoru přicestoval v září téhož roku. Když v roce 1603 zemřel jeho švagr, musel se vrátit do Říma, aby urovnal rodinné záležitosti. Když se v roce 1604 vrátil do Nizozemska, přivezl si knihu kardinála Caesare Baroniuse připravenou pro tiskárnu Christoffel Plantijn. Usadil se v Antverpách, kde byl přijat jako mistr do Cechu svatého Lukáše. V roce 1605 byl přijat do Gildy romantiků.
Dne 12. listopadu 1604 byl Cobergher jmenován arcivévodou do funkce „architecte et ingeniaire“ (architekt-inženýr). Přestěhoval se na svou poslední adresu do Violetstreet v Bruselu, kde zůstal až do své smrti. Arcivévodové si ho očividně cenili více než jiné dvorní malíře, Petera Paula Rubense nebo Jana Brueghela staršího. Jeho plat činil 1500 zlatých (v roce 1610 se zvýšil na 1800 zlatých), zatímco Rubensův plat činil pouze 500 zlatých. Arcivévodové ho právem považovali za „uomo universale“ (univerzálního člověka), který získal v Itálii široké znalosti.

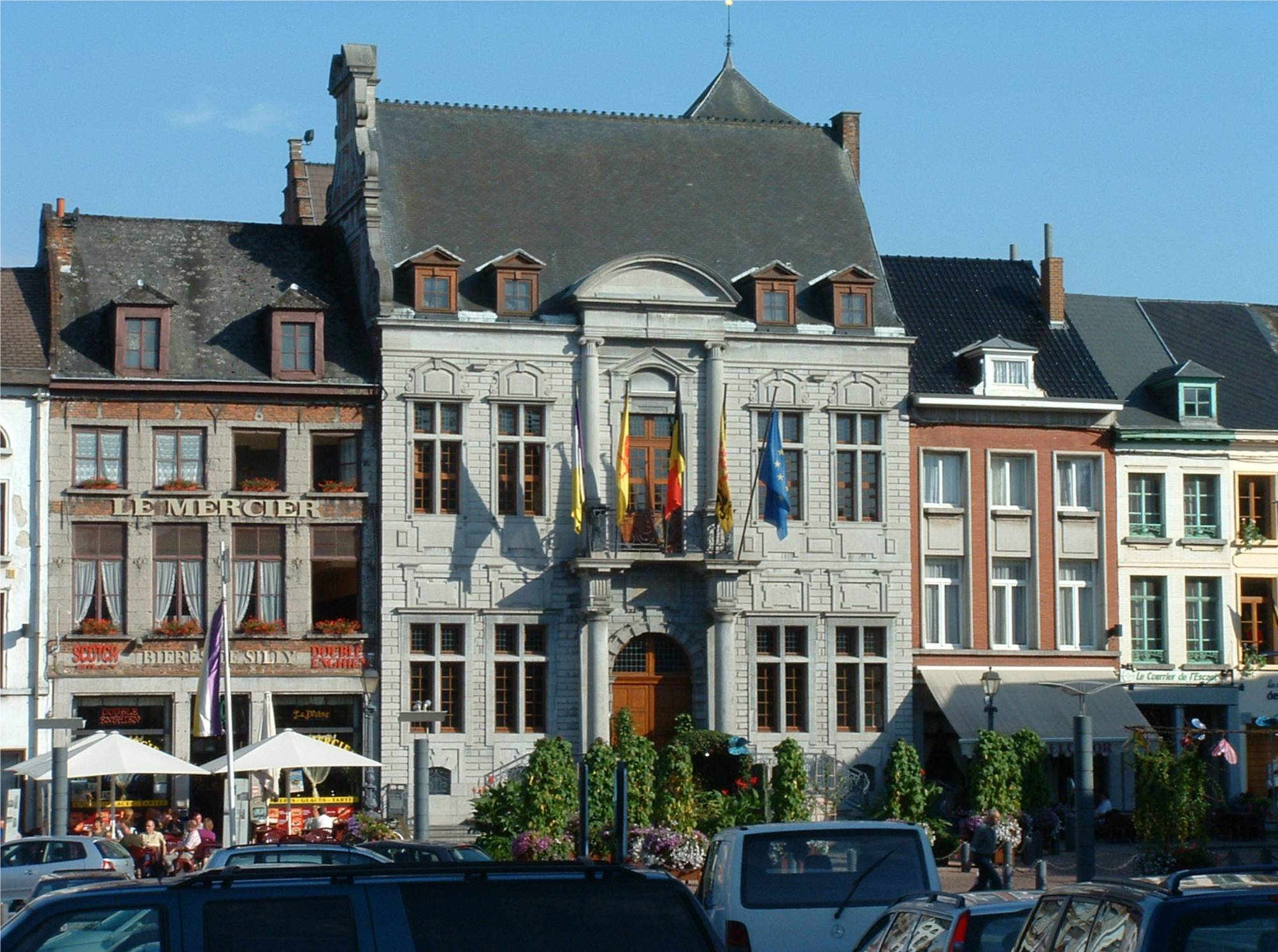
Radnice v Athu, Belgie

Od té doby pracoval hlavně jako architekt, malování přesto úplně neopustil. V roce 1605 namaloval dva oltářní obrazy, Deposition (Brusel, Královské muzeum výtvarných umění v Belgii) a obraz Svatá Helena se Svatým křížem, pro kostel Sv. Jakuba, Antwerpy. Jako architekt propagoval Cobergher v jižním Nizozemsku barokní styl. Začal s několika úpravami v paláci arcivévodů v Bruselu a jejich zámcích v Tervurenu a pracoval na jejich loveckém statku v Mariemontu. V roce 1610 navrhl společně s francouzským inženýrem Salomonem de Caus fontány pro rybníky poblíž arcivévodského paláce v Bruselu s použitím italského "tempietto" stylu. Jednou z jeho nejdůležitějších zakázek byla stavba (1607–1611) kostela a kláštera pro řád bosých karmelitánů v Bruselu. Fasáda kostela vycházela z římských kostelů Santa Maria in Transpontina a kostela Il Gesu. Žádná z jeho prací se nedochovala. V roce 1607 bylo Cobergherovi nařízeno přestavět baštu katolické protireformace: celé město Scherpenheuvel v Brabantu mělo být přepracováno jako alegorická pocta Matce Boží s rozvržením založeným na sedmicípé hvězdě. Jeho první návrhy baziliky pocházejí z roku 1606. Tento poutní kostel se stal jeho mistrovským dílem. Stavba začala v roce 1609 a trvala asi do roku 1624, přičemž zvonice zůstala nedokončená. Prostor pod kopulí je také sedmiúhelníkový. Tato bazilika je prvním významným kostelem s centrální kupolí v jižním Nizozemsku.

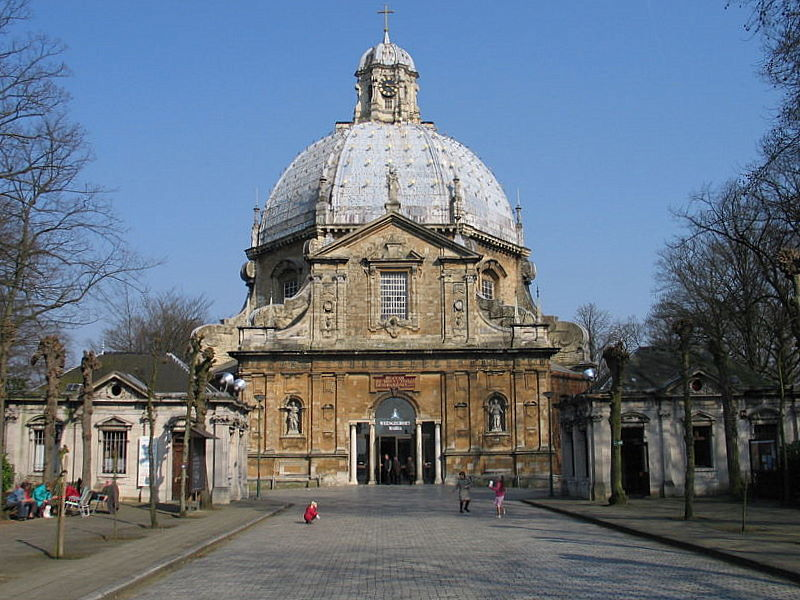
Bazilika v Scherpenheuvelu

Ve svých pozdějších pracích už používá vlastní styl, je více v souladu s tradiční severskou renesancí ve Flandrech, ale s doplňky raně barokních prvků. V roce 1614 vytvořil návrhy pro radnici Ath, Hainaut (1614–1617) a kostel Sv. Augustina (1615–1618) v Antverpách (nyní koncertní sál). V roce 1617 postavil ve stejném smíšeném stylu Kapli sv. Huberta pro arcivévodský palác v Tervurenu. Volutovou fasádu této kaple později přijali další architekti, například v karmelitánském kostele (Antverpy, 1623; zničeno), kostele Sv. Barbory v Diestu (1665–1667) a v opatství Averbode (1164–1672).

## Ekonom
V roce 1618 byl Cobergher jmenován do hodnosti generálního dozorce veřejných zastaváren. Jako ekonom byl odpovědný za zavedení tohoto konceptu veřejných zastaváren do Flander poté, co navštívil Monti di Pietà v Itálii. S největší pravděpodobností je autorem souboru pravidel s 500 články pro tyto zastavárny. Zařízení představilo moderní koncept umožňující zajištění úvěrové půjčky proti zástavě i pro chudší obyvatele. V letech 1618 až 1633 postavil patnáct těchto zastaváren "Bergen van Barmhartigheid" (Hory milosrdenství) ve městech s lichváři a lombardským bankovnictvím. Některé z nich navrhl ve svém smíšeném stylu tradičních stylů s barokními prvky: Gent (1622), Tournai (1622, nyní Musée d'histoire et d'archéologie), Arras (1624), Lille (1628) a Bergues- Saint-Winock (1633).
Cobergherovi jsou připisovány dvě knihy o veřejných zastavárnách:
- Cort verhaal van de oprechtinghe, ordre ende beleyt van de Bergen van Bermherticheyt (Brusel, 1619) (Krátký příběh o pravém řádu a politice Mount of Piety)
- Apologia ofte Bescherm-redenen tegen het kekelen van de onredelijcke vyanden, ende oock de tegenraeders, van de Berghen van Bermherticheyt “(Mechelen, Henry Jaye, 1621) * (Omluva nebo obrana proti kritice nepřiměřených nepřátel a protivníků Mount of Piety)

## Inženýr

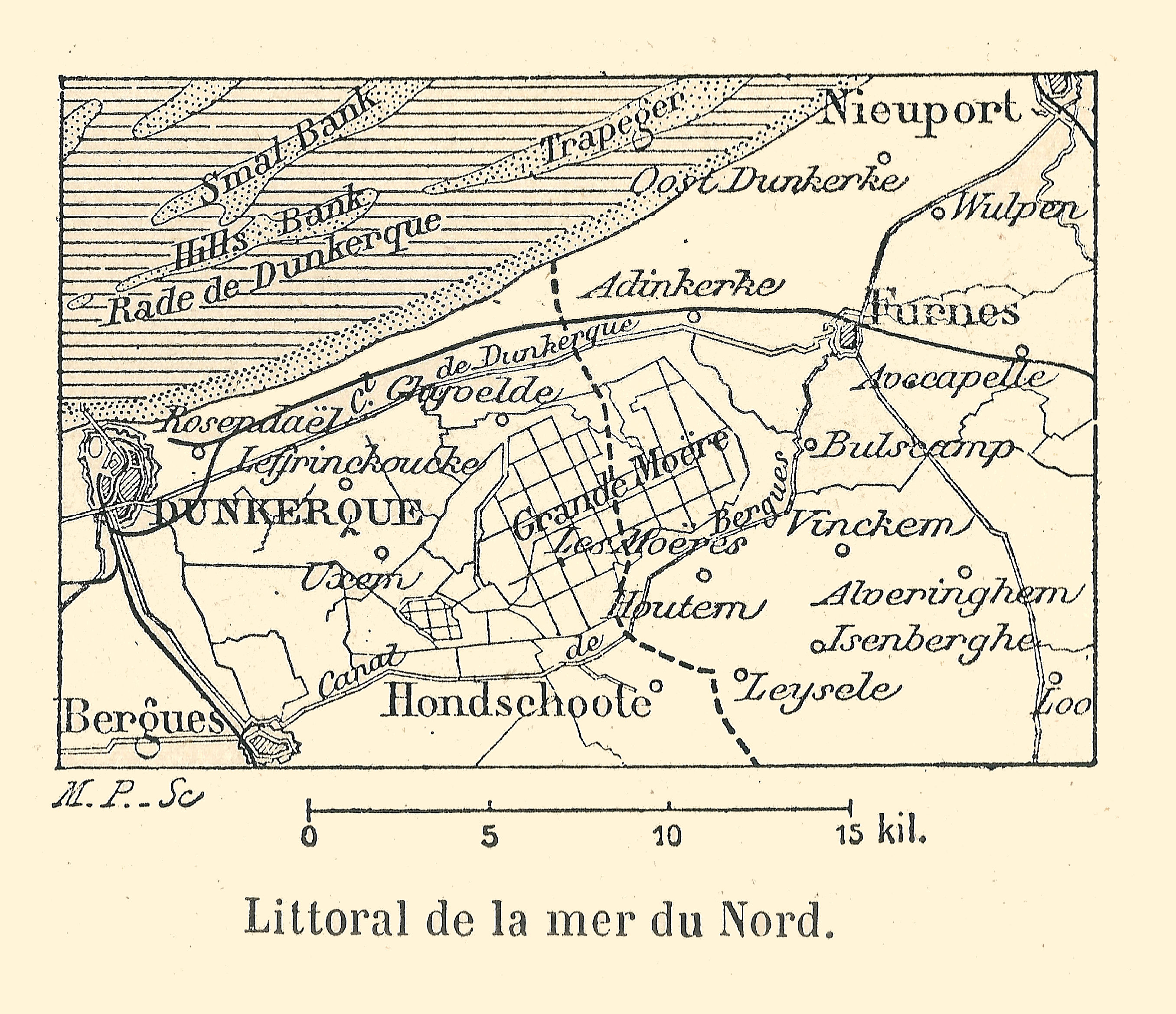
Mapa bažinaté oblasti Dunkerk, odvodněné Cobergherem, rok 1894

Od roku 1615 vlastnil malou společnost vyrábějící potaš. V roce 1618 získal monopol na jeho výrobu ve španělském Nizozemsku. Tento patent byl rozšířen v roce 1627.
Wenceslas Cobergher je pravděpodobně nejznámější jako inženýra, kterému se podařilo vysušit bažiny v západní a jižní části Campine, kde byla rašeliniště, bažiny, vřesoviště a písčité rašeliny. V roce 1616 vypracoval plány na regulaci řeky Zenne mezi Bruselem a Halle. Tento projekt byl realizován až v 19. století.
V roce 1612, inspirovaný vysušením oblasti bývalých bažin v regionu Lazio ve střední Itálii, vytvořil návrh na odvodnění oblasti De Moeren,(v nizozemštině) Les Moëres (ve francouzštině), bažinaté oblasti o rozloze asi 3500 ha v oblasti Dunkerk ve Francii. Tato rekultivace ho velmi proslavila. Tyto impozantní práce začaly v roce 1619 vykopáním odvodňovacího kanálu s asi dvaceti větrnými mlýny, čerpáním vody do kanálu a vypouštěním vody do moře. Toto kolosální dílo bylo ukončeno v roce 1627; arcivévoda Albrecht VII. byl tak potěšen, že v roce 1618 učinil Coberghera baronem s panstvím Coberghera, Sint-Antheunise a Groenlandta. Tímto povýšením se stal pánem asi poloviny území Les Moëres. Nakonec se to ukázalo jako vážná nevýhoda, protože tento majetek jej dostal do zoufalé finanční situace.
Cobergher zemřel v Bruselu 23. listopadu 1634 a jeho rodina se dostala do hlubokých finančních potíží. Jeho nemovitosti v Les Moëres musely být prodány, stejně jako jeho dům v Bruselu. Dokonce i jeho rozsáhlá sbírka umění a mincí musela být vydražena za 10 000 guldenů.

### Poznámka
1. ↑  Mount of piety je institucionální zastavára provozovaná jako charitativní organizace v Evropě od renesančních dob až do současnosti. Podobné instituce byly založeny v koloniích katolických zemí; mexický Nacional Monte de Piedad je stále v provozu.

Instituce vznikla v Itálii v patnáctém století, kde poskytovala chudým lidem přístup k půjčkám za rozumné úrokové sazby. Jako kapitál použila prostředky od charitativních dárců a poskytovala půjčky chudým, aby se vyhnuli vykořisťovatelským věřitelům. Dlužníci nabízeli cennosti jako zástavu, takže Monti di Pietà (hora milosrdenství) připomínala spíše zastavárnu než banku.V tomto článku byl použit překlad textu z článku Mount of piety na anglické Wikipedii.